# Legio IV Flavia Felix
La Legio IV Flavia Felix (Cuarta legión «flavia afortunada») fue una legión romana, reclutada por el emperador Vespasiano en el año 70, para substituir a la disuelta Legio IIII Macedonica. La unidad fue asentada en el campamento de Singidunum (Belgrado, Serbia) en la provincia Moesia Superior donde permaneció hasta su desaparición a finales del siglo IV o comienzos del siglo V. Su emblema era el León, el signo zodiacal Leo.

## Historia

### SigloI
Durante la rebelión de Batavia, la IV Macedonia luchó por Vespasiano, pero el emperador desconfiaba de sus hombres, probablemente porque habían apoyado a Vitelio dos años antes. Por lo tanto, la IV Macedonia se disolvió y el emperador levantó una nueva cuarta legión, llamada Flavia Félix, quien dio a la legión su nombre, Flavia. Dado que el símbolo de la legión es un león, probablemente se reclutó en julio / agosto del 70.
La IV Flavia Felix acampó en Burnum, Dalmacia (actual Kistanje), donde reemplazó a la Legio XI Claudia. Después de la invasión dacia del 86, Domiciano trasladó la legión a Moesia Superior, en Singidunum (actual Belgrado, Serbia), aunque hay alguna evidencia de la presencia de esta legión, de uno de sus vexillationes en Viminacium (cerca de la actual Kostolac, Serbia), base de la Legio VII Claudia.
En 89, la IV participó en la invasión de represalia de Dacia (ver Guerra Dacia de Domiciano). También participó en las Guerras Dacias de Trajano, resultando victorioso en la Segunda Batalla de Tapae. La legión también participó en la batalla final y decisiva contra los dacios, conquistando su capital, Sarmizegetusa.

### SigloII

Mapa del Imperio Romano en el año 125. La Legio IV Flavia Felix estaba asentada en Singidunum, que aparece con el n.º 14.

Se han encontrado monumentos de IV Flavia Felix en Aquincum (Budapest). Esto sugiere que una subunidad reemplazó a la Legio II Adiutrix durante su ausencia durante las guerras de Lucio Vero contra el imperio parto (162-166). 
En las Guerras marcomanas (166-180), la IV luchó en el Danubio contra las tribus germánicas. Después de la muerte de Pertinax, la IV Flavia Felix apoyó a Septimio Severo contra los usurpadores Pescenio Níger y Clodio Albino.

### SiglosIIIalV
La legión pudo haber luchado en una de las varias guerras contra los sasánidas, pero permaneció en Moesia Superior hasta la primera mitad del siglo V.
Desde su puesto en Mesia, la Legio IV probablemente debió enfrentar las invasiones germánicas y las guerras civiles que aquejaban intermitentemente al imperio durante los siglos III y IV. 
Se le menciona por última vez en la Notitia Dignitatum de principios del siglo V.

## En la cultura popular
Esta legión romana apareció al comienzo de la película Gladiator (2000), donde Máximo Décimo Meridio era el general de la legión, liderando la campaña en Germania contra los marcomanos.